# Lenny Nangis
Lenny Nangis (* 24. März 1994 in Basse-Terre, Guadeloupe) ist ein französischer Fußballspieler.

## Karriere

### Vereinskarriere
Nangis wurde auf der Insel Guadeloupe geboren, wo er im Alter von sechs Jahren mit dem Fußballspielen begann. 2009 wechselte er zum Profiklub SM Caen auf das französische Festland. Mit nur 16 Jahren wurde er in die zweite Mannschaft berufen und spielte fortan in der vierten Liga. 2011 unterschrieb er als 17-Jähriger einen dreijährigen Profivertrag für Caen, wurde aber weiterhin hauptsächlich in der zweiten Mannschaft eingesetzt. Zu seinem Erstligadebüt kam er am 17. September 2011, als er bei einem 1:1-Unentschieden gegen die AJ Auxerre in der 59. Minute für Frédéric Bulot eingewechselt wurde. Insgesamt bestritt er elf Erstligapartien, bevor er am Saisonende den Abstieg hinnehmen musste. Auch danach verblieb er in der Rolle eines Ersatzspielers. 2014 gelang die Rückkehr in die oberste französische Spielklasse. In der nachfolgenden Zeit wurde er wesentlich regelmäßiger als in den vorausgehenden Jahren aufgeboten, etablierte sich in der ersten Elf und erreichte am Ende des ersten Jahrs mit seiner Mannschaft den Klassenerhalt. Am 31. August 2015 verließ er seine erste Profistation und wechselte für eine geschätzte Ablöse in Höhe von einer Million Euro zum Erstligarivalen OSC Lille. In der Offensive der Nordfranzosen nahm er allerdings zunächst keinen Stammplatz ein. Für die Dauer der Spielzeit 2016/17 wurde er an den SC Bastia verliehen und stieg mit diesem in die zweite Liga ab. In der Saison 2017/18 gehörte er zunächst wieder zum Kader des OSC Lille. Anfang September 2017 wechselte er zum FC Valenciennes in die zweite französische Liga und unterschrieb dort einen Vertrag mit einer Laufzeit von drei Jahren. Für Lille bestritt er 21 von 27 möglichen Ligaspielen sowie ein Pokalspiel. Ende Juli 2018 wechselte Nangis mit einer Vertragslaufzeit von zwei Jahren zum griechischen Verein Levadiakos in die Super League, der höchsten griechischen Liga. Hier stand er bei 26 von 30 möglichen Ligaspielen und drei Pokalspielen auf dem Platz. Zum Ende der Saison 2018/19 stieg Levadiakos in die Football League, die zweithöchste Liga, ab. Ende Juli 2019 unterschrieb Nangis einen Vertrag bei Sarpsborg 08 FF, einem Verein in der Eliteserien, der höchsten norwegischen Liga, bis zum Ende des Jahres (Ende der Saison in Norwegen). Er stand bei 5 von 15 möglichen Spielen zwar im Spieltagskader, kam aber tatsächlich nur in der Reservemannschaft zum Einsatz. Entsprechend wurde sein Vertrag nicht weiter verlängert. Nangis war dann zunächst ohne Verein. Im Sommer 2020 unterschrieb er einen Vertrag für die Saison 2020/21 beim Aufsteiger in die belgische Division 1B RWD Molenbeek. Er bestritt in dieser Saison 22 von 28 möglichen Ligaspielen für RWDM, in denen er ein Tor schoss, sowie ein Pokalspiel. Seit dem 1. Juli 2022 steht Nangis beim französischen Drittligisten AS Nancy unter Vertrag.

### Nationalmannschaft
Nangis debütierte am 29. September 2009 als 15-Jähriger bei einem 6:0-Erfolg gegen Wales für die französische U-16-Nationalmannschaft. Er blieb dabei zwar torlos, doch gelangen ihm bei seinem zweiten Einsatz am 1. Oktober beim 5:1 gegen Wales drei Treffer. Anschließend trug er das Trikot der U-17, mit der er 2011 an der U-17-Weltmeisterschaft teilnahm. Dem folgten die Aufnahme in die U-18 und dann in die U-19, wobei er für letztere bei der U-19-EM 2013 aufgeboten wurde. Er erreichte mit dem Team das Finale und stand auf dem Platz, als durch ein 0:1 gegen Serbien ein möglicher Gewinn der Trophäe verpasst wurde. Kurz darauf rückte er in die U-20 auf und schaffte nach knapp einem Jahr ohne Berücksichtigung im Nationaldress im März 2015 schließlich auch den Sprung in die U-21, welche die höchste Altersstufe darstellt. Am 24. März 2018 debütierte er dann für die A-Nationalmannschaft von Guadeloupe in einem Testspiel gegen Trinidad und Tobago (0:1). Anschließend bestritt er bis 2019 noch weitere drei Partien für die Auswahl in der CONCACAF Nations League.